# Літвицький Микола Олексійович
Мико́ла Олексі́йович Літви́цький (13 травня 1888, Жерденівка, Російська імперія — 23 березня 1939, с.Великий Бичків, Закарпаття, Угорське королівство) — український державний діяч часів Української революції.

## Життєпис
Народився в 1888 році в селі Жерденівка Подільської губернії Російської імперії (тепер Гайсинський район, Україна). Походив з сільської родини середнього статку. Здобув середню освіту у Вінниці. Згодом вступив до партії есерів. Навчався на агрономічному відділенні Київського політехнічного інституту, був виключений за участь у політичній партії. У проханні про відновлення в інституті підписався як «всеподданнейший слуга Вашого Императорського Величества». було відновлено в інституті, де отримав фах інженера. Після чого на деякий час припинив політичну діяльність.
Викладав в Балтському повіті. Літвицького було звільнено за викладання українською мовою. Повернувся до Вінниччини, де став кооператором, згодом одним з лідерів кооперативного руху. У 1913 року був учасником Загальноросійського кооперативного з'їзду в Києві.
Після Лютневої революції в Російській імперії з весни 1917 року разом з В.Приходьком активно діяв на чолі вінницького осередку Української партії соціалістів-революціонерів. У 1917–1918 роках спочатку був товаришем (заступником) Вінницького міського голови, потім виконував його обов'язки. У вересні 1917 року стає членом Вінницької «Просвіти».
1918 року стає членом Спілки українських інженерів. Того ж року від Подольського округу обирається до Всеросійських установчих зборів. Після розпуску повертається до України. Активно виступав проти режиму гетьмана Скоропадського, підтримував Директорію.
1920 року призначено товаришем (заступником) міністра внутрішніх справ Української Народної Республіки. Того ж року брав участь у зайнятті Києва польсько-українськими військами. Незабаром стає комісаром міста Києва. Втім, фактично не урядував, оскільки влада в місті належала польським військовим. До того ж уже 12 червня того ж року в Києві знову було відновлено радянську владу.
Після цього Микола Литвицький мешкав в еміграції в Польщі. Тут брав активну участь в діяльності українських організацій. У 1939 року з оголошення автономії, а потім самостійності Карпатської Русі прибув до Хуста, де усіляко намагався допомогти в організації військової та державної справи. Під час агресії Угорське королівство брав участь у спротиві. Потрапив у полон до угорських вояків. 23 березня 1939 року розстріляний у Великому Бичкові.